# Liste des épisodes de Deux Flics à Miami

Logo original de la série

Cette page présente la liste des épisodes de la série télévisée Deux Flics à Miami (Miami Vice).

## Première saison 1984-1985
1. Épisode pilote: Première Partie (Brother's Keeper (Part 1))
2. Épisode pilote: Deuxième Partie (Brother's Keeper (Part 2))[2]
3. Haut les cœurs (Heart of Darkness)
4. Pas de panique (Cool Runnin')
5. Le Retour de Calderone: Première Partie (Calderone's Return: The Hit List (Part 1))
6. Le Retour de Calderone: Deuxième Partie (Calderone's Return: Calderone's Demise (Part 2))
7. Le Borgne (One Eyed Jack)
8. Un œil de trop (No Exit)
9. Le Grand McCarthy (The Great McCarthy)
10. Tout ce qui brille (Glades)
11. Si peu qu'on prenne (Give a Little, Take a Little)
12. Le Petit Prince (Little Prince)
13. Du p'tit lait (Milk Run)
14. Le Triangle d'or: Première Partie (Golden Triangle (Part 1))
15. Le Triangle d'or: Deuxième Partie (Golden Triangle (Part 2))
16. Y a pas de sot métier (Smuggler's Blues)
17. Pas de deux (Rites of Passage)
18. Y a des jours comme ça (The Maze)
19. Faits l'un pour l'autre (Made for Each Other)
20. Il faut une fin à tout (The Home Invaders)
21. Nul n'est immortel (Nobody Lives Forever)
22. Evan (Evan)
23. Lombard (Lombard)

## Deuxième saison 1985-1986
1. Le Retour du fils prodigue: Première Partie (The Prodigal Son (Part 1))
2. Le Retour du fils prodigue: Deuxième Partie (The Prodigal Son (Part 2))
3. Qui vivra verra (Whatever Works)
4. Le Retraité (Out Where the Buses Don’t Run)
5. La Combine (The Dutch Oven)
6. Un vieux copain (Buddies)
7. Ah! L'amour (Junk Love)
8. À qui le tour (Tale of the Goat)
9. Pourquoi pas (Bushido)
10. Le Prix fort (Bought and Paid For)
11. Bon retour (Back in the World)
12. Jeux de vilain (Phil the Shill)
13. Ah! La belle vie (Definitely Miami)
14. Sacré dollar (Yankee Dollar)
15. Un aller simple (One Way Ticket)
16. Cette femme est dangereuse (Little Miss Dangerous)
17. L'Italie (Florence Italy)
18. L'Échange (French Twist)
19. Le Piège (The Fix)
20. Une belle prise (Payback)
21. La Solution (Free Verse)
22. Escroqueries en tous genres (Trust Fund Pirates)
23. On connaît la musique (Sons and Lovers)

## Troisième saison 1986-1987
1. Les Yeux pour pleurer (When Irish Eyes Are Crying)
2. Chacun ses problèmes (Stone’s War)
3. Coup au but (Kill Shot)
4. Cavalier seul (Walk Alone)
5. Si on te le demande (The Good Collar)
6. Une ombre dans la nuit (Shadow in the Dark)
7. Le Vieux (El Viejo)
8. La Poudre aux yeux (Better Living Through Chemistry)
9. Trafic des adoptions (Baby Blues)
10. Sur un air de rock (Streetwise)
11. Pardonnez-nous nos offenses (Forgive Us Our Debts)
12. La Loi du ring: Première Partie (Down For The Count (Part 1))
13. La Loi du ring: Deuxième Partie (Down For The Count (Part 2))
14. Tous les moyens sont bons (Cuba Libre)
15. Le Sauvage (Duty and Honor)
16. Thérésa (Theresa)
17. L'Avion (The Afternoon Plane)
18. Et alors, on est sourd? (Lend Me an Ear)
19. Contre-vérité (Red Tape)
20. Un sale métier (By Hooker By Crook)
21. Coucou, qui est là? (Knock Knock… Who’s There?)
22. Un coup de froid (Viking Bikers From Hell)
23. Salut les artistes (Everybody's in Show Bizz)
24. Les Lendemains de la Révolution (Heroes of the Revolution)

## Quatrième saison 1987-1988
1. Parodie de justice (Contempt of Court)
2. Le prédicateur est devenu fou (Amen… Send Money)
3. La Belle et la Mort (Death and the Lady)
4. Les Génies qui venaient du froid (The Big Thaw)
5. Les Grandes Questions (Child’s Play)
6. La Mission (God’s Work)
7. Les Heures difficiles (Missing Hours)
8. La Vedette du rock'n roll: Première Partie (Like a Hurricane)
9. Le Soleil de la mort (The Rising Sun of Death)
10. Une idylle agitée (Love at First Sight)
11. La Vedette du rock’n roll: Deuxième Partie (A Rock and a Hard Place)
12. La Source de vie (The Cows of October)
13. Un vote de confiance (Vote of Confidence)
14. Une partie mortelle (Baseballs of Death)
15. Les Guerres (Indian Wars)
16. La Loi du milieu (Honor Among Thieves?)
17. Le Message de l'au-delà (Hell Hath No Fury)
18. L'Insigne du déshonneur (Badge of Dishonor)
19. Des roses et des larmes (Blood & Roses)
20. Une balle pour Crockett (A Bullet for Crockett)
21. Délivrez-nous du mal (Deliver Us From Evil)
22. Le Disparu (Mirror Image (Part 1))

## Cinquième saison 1988-1989
1. Les Souvenirs: Première Partie (Hostile Takeover (Part 2))
2. Les Souvenirs: Deuxième Partie (Redemption in Blood (Part 3))
3. Au cœur de la nuit (Heart of Night)
4. Les Vacances (Bad Timing)
5. Borrasca (Borrasca)
6. La Ligne de feu (Line of Fire)
7. La Filière asiatique (Asian Cut)
8. Tous les coups sont permis (Hard Knocks)
9. Le Fruit défendu (Fruit of the Poison Tree)
10. Possession fait loi (To Have and to Hold)
11. À contrecœur (Miami Squeeze)
12. Le Dindon de la farce (Jack of All Trades)
13. Une dernière chance (The Cell Within)
14. La Madone a disparu (The Lost Madonna)
15. Au-delà des limites (Over the Line)
16. Les Victimes de circonstance (Victims of Circumstance)
17. Un monde difficile (World of Trouble)
18. L'Homme miracle (Miracle Man)
19. La Grande Croisade (Leap of Faith)
20. Trop, c'est trop tard (Too much, Too Late)
21. La Dernière Aventure (Freefall)